# Espírito Santo (ilha)

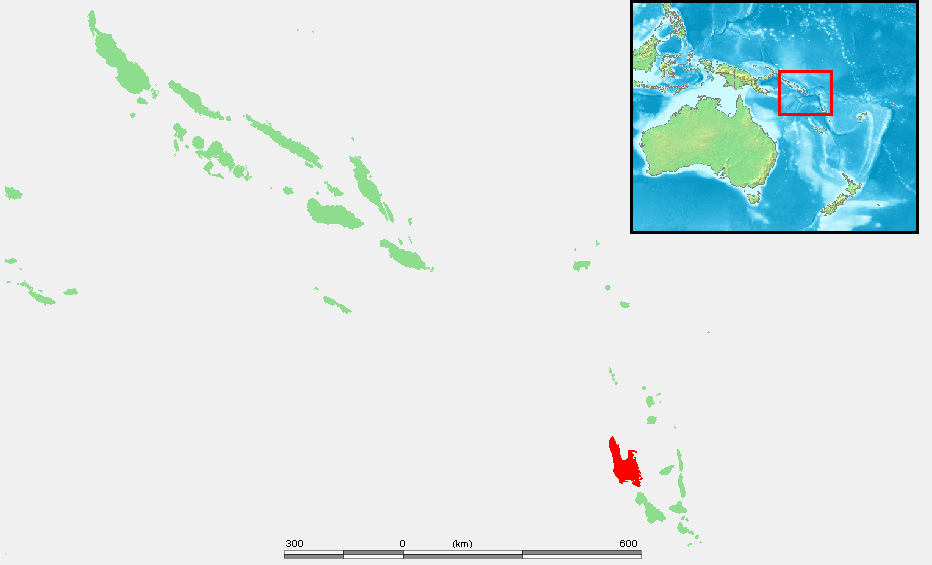
Localização da ilha Espírito Santo, em Vanuatu.

Espírito Santo, também grafado por motivos fonéticos Espiritu Santo, é maior ilha de Vanuatu, com 3955,5 km² de área. Fica na província de Sanma. A cidade de Luganville, na sua costa sul, é a segunda maior cidade do país. O ponto mais alto da ilha é o monte Tabwemasana (1879 m), no centro-oeste.

## História
O explorador português Pedro Fernandes de Queirós, navegando ao serviço da Espanha e do reino de Portugal, nessa altura sob sua dependência, estabeleceu um povoado em 1606 na actual Big Bay, no norte da ilha. Espírito Santo vem do nome que ele lhe deu e cujo nome completo era Austrália do Espírito Santo, julgando ter aí encontrado a mítica Terra Australis.
Durante a Segunda Guerra Mundial, a ilha foi base militar dos Estados Unidos da América.
Entre maio e agosto de 1980 a ilha foi palco de uma rebelião (Guerra do Coco) durante a transferência de poder da antiga colónia das Novas Hébridas do Condomínio Anglo-Francês para a independente Vanuatu. Jimmy Stevens do movimento Na-Griamel, em aliança com interesses privados franceses e libertários dos EUA (que queriam estabelecer um lugar livre de impostos), declararam a ilha Espírito Santo independente do novo governo, sob o nome de República de Vemarana. Depois da independência de Vanuatu, agora governado pelo Padre Walter Lini, este pediu a assistência da Papua-Nova Guiné, que restaurou a ordem em Espírito Santo.

## Cultura

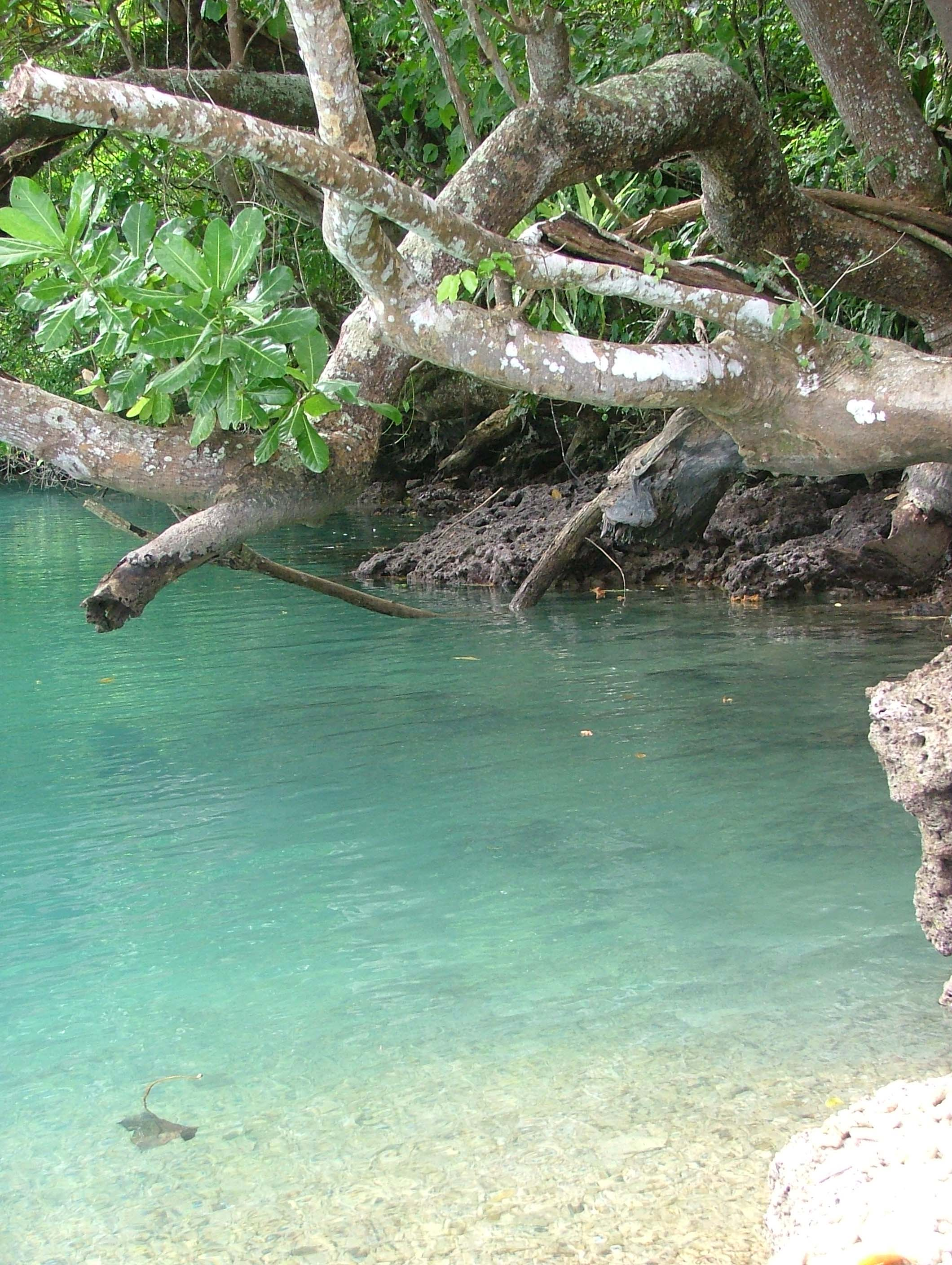
Best Point, no sul de Espítito Santo

Espírito Santo, com muitos naufrágios e recifes para explorar, é um destino turístico muito popular para mergulhadores. A praia Champagne atrai turistas com a sua areia cor de rosa e águas límpidas. O "lado oeste" da ilha contém muitas grutas que podem ser exploradas, e os navios de cruzeiro param habitualmente em Luganville.
Os habitantes locais fazem a sua vida trabalhando na indústria turística, na agricultura comercial, sobretudo copra mas também cacau e kava, e amendoins, ou na agricultura de subsistência e na pesca.
A maioria dos habitantes de Espírito Santo são cristãos. Os maiores grupos religiosos da ilha são a Igreja  Presbiteriana de Vanuatu, a Igreja Católica Romana e a Igreja da Melanésia (anglicana). Também estão ativas a  Igreja Apostólica, a Igreja de Cristo, ou a Igreja Adventista do Sétimo Dia, entre outras. Contudo, em muitas aldeias, especialmente em Big Bay e no sul, as pessoas são "pagãs", um termo que em Vanuatu não tem conotação pejorativa, simplesmente denota alguém que não abraçou o cristianismo. Os costumes consuetudinários de tipo mais moderno são seguidos entre os seguidores do movimento Nagriamel baseado em Fanafo.
Para quase todos os habitantes de Espírito Santo os costumes desempenham um papel importante na sua vida, independentemente da sua religião. O sistema de chefes continua arraigado na maioria dás áreas.
O povo de Espírito Santo enfrenta alguns problemas de saúde, especialmente malária e tuberculose. Não havendo hospital, a maioria dos locais consulta o feiticeiro ou as clínicas médicas criadas pelos missionários ocidentais. O kava é a droga mais popular da ilha, embora o álcool esteja a tornar-se muito popular. A taxa de criminalidade é crescente, especialmente na violência contra as mulheres e nas guerras tribais.

## Biodiversidade
Espírito Santo é a residência de todas as aves endémicas de Vanuatu, incluindo o Aplonis santovestris, espécie restringida inteiramente à ilha de Espírito Santo. Foram estabelecidas duas áreas protegidas para conservar a biodiversidade da ilha, a Área de Conservação Loru na costa leste e a área de Conservação Vatthe no norte.